# Zgodba, ki je ni
Zgodba, ki je ni je slovenski črno-beli dramski film iz leta 1967 v režiji in po scenariju Matjaža Klopčiča. Zgodba filma je brez klasičnega zapleta in razpleta, brez drame, tako rekoč brez zgodbe. Film tako sledi miselnemu toku delavca z obrobja dežele.

## Igralci
- Lojze Rozman kot Vuk
- Milena Dravić kot učiteljica
- Snežana Nikšić kot pevka
- Stanislava Pešić
- Polde Bibič kot kitarist
- Mirko Bogataj kot pianist
- Vinko Hrastelj kot bobnar
- Tone Slodnjak kot saksofonist
- Dare Ulaga kot basist
- Stane Sever kot Pijani
- Petar Prličko kot Cigan
- Elvira Kralj
- Ančka Levar
- Maks Bajc
- Branko Miklavc
- Jože Zupan kot Sila
- Danilo Bezlaj
- Julij Gustin
- Marjan Hlastec
- Sveta Jovanović
- Lidija Kozlovič
- Franjo Kumer
- Lojze Ločina
- Vera Per
- Franc Presetnik
- Meta Pugelj
- Ali Raner
- Dušan Škedl
- Boris Cavazza
- Lučka Drolc
- Teja Glažar
- Janez Hočevar - Rifle
- Brane Ivanc
- Radko Polič
- Dare Valič
- Anka Zupanc
- Erika Železnik